# 환생동물학교
환생동물학교는 엘렌 심이 2017년 9월 4일부터 2018년 8월 19일까지 네이버 웹툰에서 연재한 웹툰이다. 

## 줄거리

### 1권
동물이 인간으로 환생하기 위해, 남아 있는 동물의 습성을 버리고 인간 세계에 잘 적응할 수 있도록 교육받는 곳 환생동물학교. 모든 것이 어설픈 초보 선생님이 주인을 그리워하는 동물 친구들이 가득한 AH-27반을 맡게 되는데...

## 등장인물

### 주요인물
- 머루(고양이)
- 맷(개)
- 비스콧(하이에나)
- 카마라(고슴도치)
- 블랭키(개)
- 아키(개)
- 쯔양(고양이)
- 판(악어)
- 선생님

### 그 외
- 물고기 친구(꽁치)
- peep들
- 선생님 2 명(개)
- 검은 peep
- 쥐 선생님
- 염소 선생님

#### 프롤로그에 잠시 등장하는 인물
- 동동이(개)
- 아빠
- 딸